# Jacobo VII Appiani d'Aragona
Jacobo VII Appiani d'Aragona (Génova, 1581-Génova, 5 de enero de 1603) fue hijo de Alessandro Appiani d'Aragona y de Isabel de Mendoza. Fue príncipe del Piombino y del Sacro Imperio Romano y señor de Scarlino, Populonia, Suvereto, Buriano, Badia al Fango y Vignale y de las islas de Elba, Montecristo, Pianosa, Cerboli y Palmaiola desde 1589, cuando fue reconocido por los españoles tras el asesinato de su padre.
En 1594 Populonia fue elevada a marquesado (marquesado de Populonia) y la Señoría del Piombino fue erigida en principado imperial, pasando a llamarse desde entonces príncipe Jacobo VII del Piombino. Murió en Génova el 5 de enero de 1603. Se casó en Génova en 1602 o 1603 con Blanca Spínola, muerta en 1625.
- Datos: Q5924538